# Gyttja

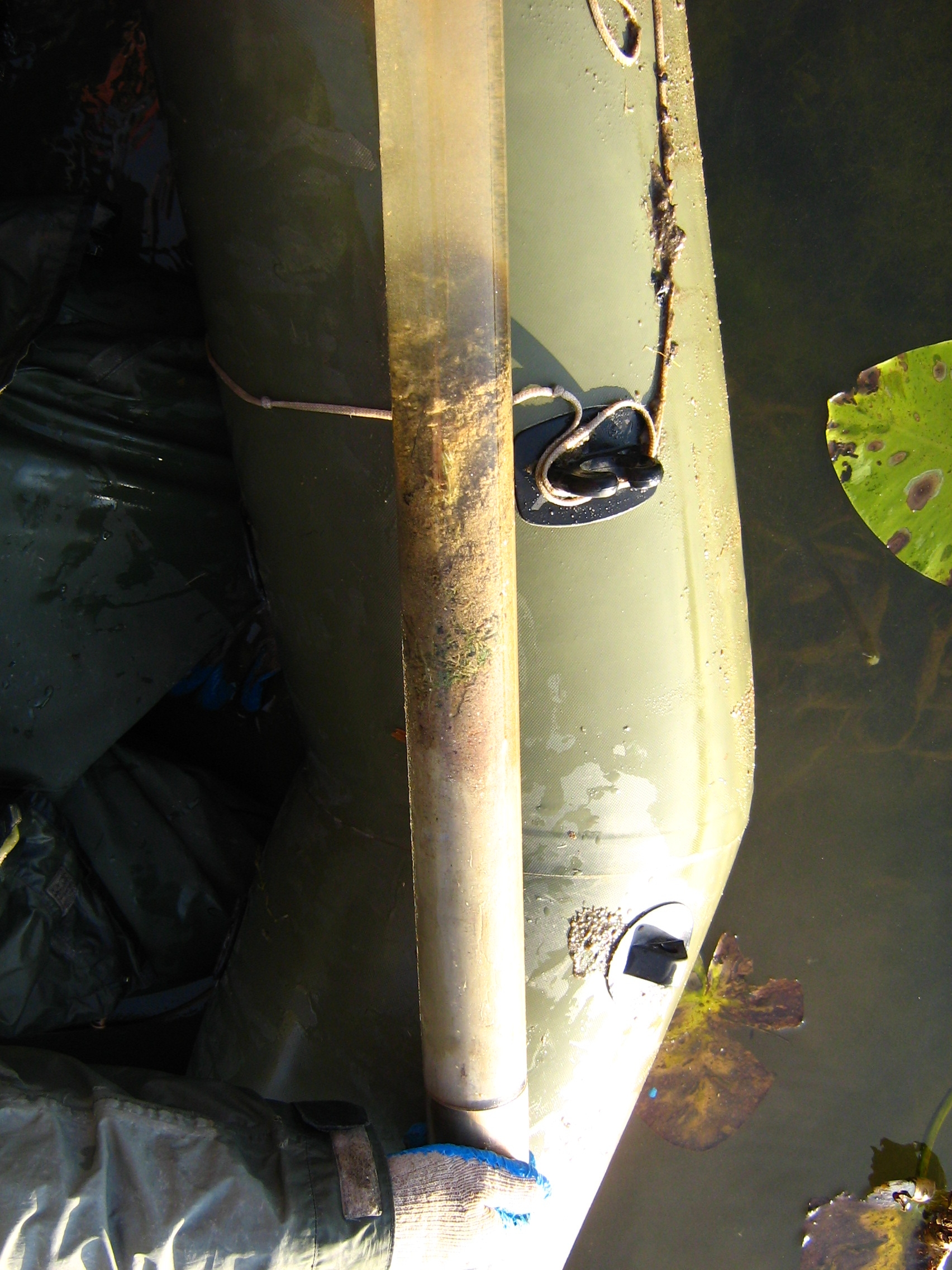
Sedimentkern (im durchsichtigen Rohr)

Gyttja (auch Grauschlammboden oder Mudde genannt) ist ein subhydrischer Boden (Unterwasserboden) in gut durchlüfteten nährstoffreichen Gewässern. Der organismenreiche Schlamm besteht aus feinem mineralischen Material, das stark mit organischen Stoffen durchsetzt ist, die durch weitgehenden Abbau pflanzlicher und tierischer Stoffe entstanden sind.

## Beschreibung

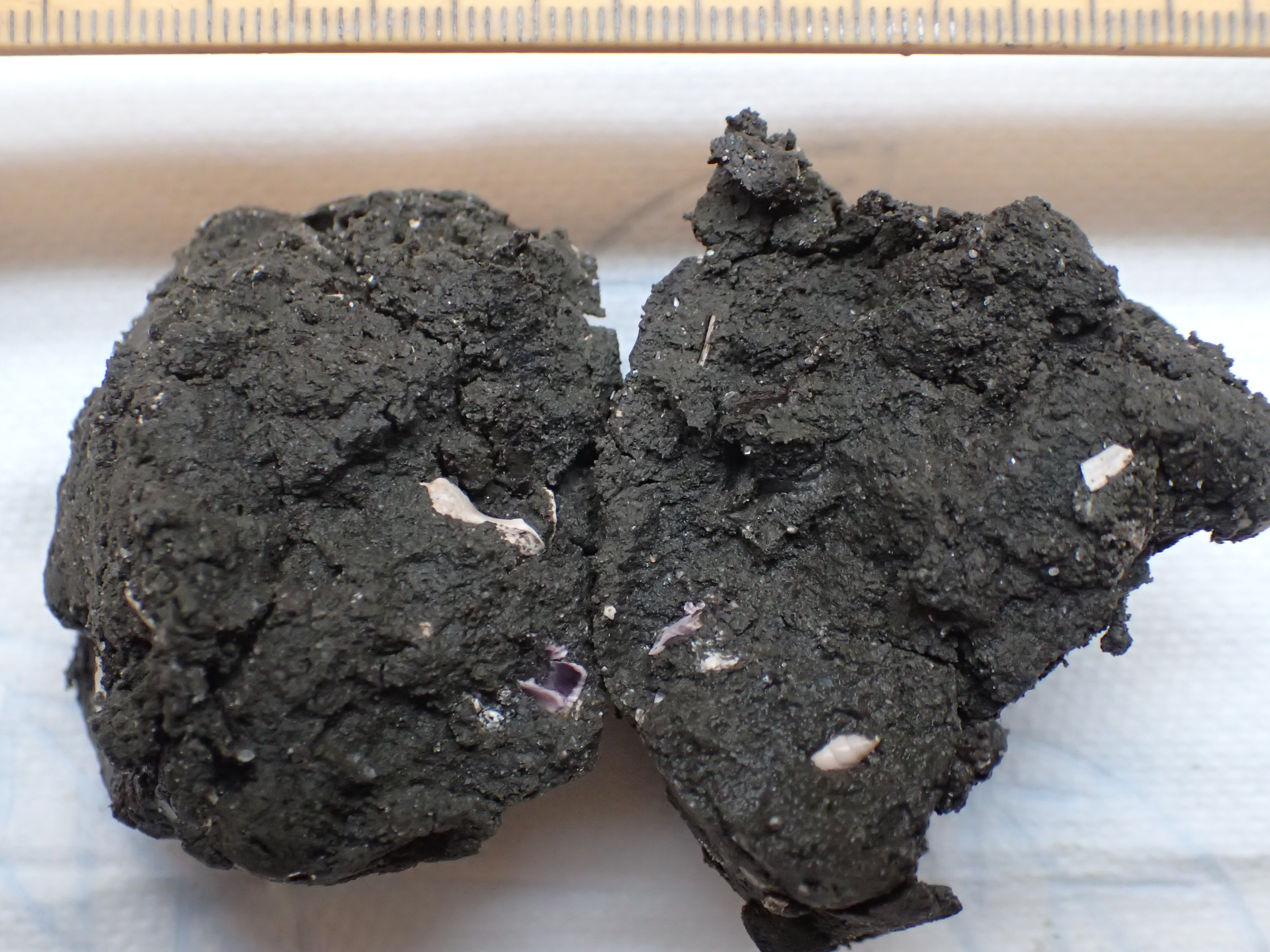
Muschelhaltige Gyttja aus dem Meeresvorland in Dänemark

Gyttja-Böden bestehen aus einer gut durchmischten, an organischen Bestandteilen reichen humosen Lage (Fh-Horizont), die im Wesentlichen aus Kotpartikeln sedimentfressender Tiere aufgebaut ist, über dem wassergesättigten Mineralboden (G-Horizont). Die Färbung von Gyttja variiert, vor allem nach dem organischen Gehalt. Böden mit hohem organischen Anteil sind braun (bis olivbraun) gefärbt, solche mit höherem mineralischen Anteil meist grau. Kalkreiche Gyttja, im Übergang zur Seekreide, kann hellgrau bis fast weiß gefärbt sein.
Trockengelegte Böden dieses Typs sind nährstoffreich und mit hohem Wasserhaltevermögen, die bei Wechselfeuchte jedoch stark quellen und schrumpfen.
Ist der Schlamm sauerstofflos und daher kaum belebt, handelt es sich stattdessen um Faulschlamm oder Sapropel (einige Autoren rechnen diesen allerdings mit zur Gyttja) In sehr sauren, nährstoffarmen und dabei sauerstoffarmen Gewässern bildet sich ein als Dy oder Braunschlammboden bezeichneter Boden, dessen dünne organische Lage zu großen Teilen auf kolloidal ausgefällte organische Substanz zurückgeht.
Der Begriff Gyttja geht auf die schwedische Bezeichnung für „Schlamm“ oder „Schlick“ zurück und wurde von Hampus von Post 1862 in die wissenschaftliche Literatur eingeführt. Der weitgehend synonyme Begriff Mudde wurde als Fachbegriff durch  C.A. Weber 1907 eingeführt.
In der internationalen Bodenklassifikation World Reference Base for Soil Resources (WRB) wird der Unterwassercharakter dieser Böden durch den Qualifier Subaquatic ausgedrückt. Gyttjen können zu den Referenzbodengruppen Gleysol, Arenosol und Fluvisol gehören.